# Limnophila (Limnophila) otwayensis
Limnophila (Limnophila) otwayensis is een tweevleugelige uit de familie steltmuggen (Limoniidae). De soort komt voor in het Australaziatisch gebied.